# 東美浜駅
東美浜駅（ひがしみはまえき）は、福井県三方郡美浜町太田にある、西日本旅客鉄道（JR西日本）小浜線の駅である。

## 歴史
- 1961年（昭和36年）8月1日：日本国有鉄道（国鉄）小浜線の粟野駅 - 美浜駅間に新設開業[1][2][3]。
  - 旅客営業のみの旅客駅であったが[4]、珪石搬出用の専用線が駅西側から分岐していた（書類上は粟野駅分岐扱い）[5][6]。
- 1987年（昭和62年）4月1日：国鉄分割民営化により、西日本旅客鉄道の駅となる[1][4]。

## 駅構造
敦賀方面に向かって右側に単式ホーム1面1線を持つ地上駅（停留所）。金沢支社管理の無人駅で駅舎はなく、直接ホームに入る形になっている。ホームに待合室があるが、自動券売機などは設置されていない。駐輪場、公衆便所が設置されている。

## 利用状況
JR西日本の移動等円滑化取組報告書によると、2023年（令和5年）度の1日平均乗降人員は64人である。
「福井県統計年鑑」によれば、近年の1日平均乗車人員は以下の通り。
| 年度   | 1日平均 乗車人員 |
| ------ | ---------------- |
| 1997年 | 78               |
| 1998年 | 69               |
| 1999年 | 70               |
| 2000年 | 57               |
| 2001年 | 56               |
| 2002年 | 51               |
| 2003年 | 54               |
| 2004年 | 53               |
| 2005年 | 51               |
| 2006年 | 41               |
| 2007年 | 42               |
| 2008年 | 30               |
| 2009年 | 33               |
| 2010年 | 31               |
| 2011年 | 23               |
| 2012年 | 22               |
| 2013年 | 25               |
| 2014年 | 32               |
| 2015年 | 32               |
| 2016年 | 34               |
| 2017年 | 32               |
| 2018年 | 34               |
| 2019年 | 35               |
| 2020年 | 34               |
| 2021年 | 36               |

## 駅周辺
田畑が大きく広がるが、所々に民家が点在する。駅南側から少し離れた所を舞鶴若狭自動車道が、駅北側から少し離れた所を国道27号（美浜東バイパス）が通る。駅前から延びる福井県道118号線は芳春寺の前を経て福井県道225号線に至るが、福井県道225号線は駅からやや離れた所を通る。その付近には小学校・保育園・郵便局がある。
- 太田八幡神社
- 芳春寺
- 舞鶴若狭自動車道若狭美浜IC
- 国道27号美浜東バイパス[3]
- 福井県道118号東美浜停車場線

## バス路線
駅前に美浜町コミュニティバス「東美浜駅」停留所がある。同停留所にはチョイソコみはま（会員登録制デマンドバス）も乗り入れる。

## その他
- 当駅はテレビアニメ『中二病でも恋がしたい!』に登場する駅のモデルとなっており[10]、2012年に放送されたテレビアニメ第1期第7話で登場する「東浜見駅」のモデルとなっている[11]。また、作品にちなんだ駅ノートが待合室内に置かれている[10][12][13]。

## 隣の駅
西日本旅客鉄道（JR西日本）
■小浜線
粟野駅 - 東美浜駅 - 美浜駅